# Хіґасіура (Айті)

Хіґашіу́ра (яп. 東浦町, ひがしうらちょう, МФА: [çigaɕi.uɾa t͡ɕoː]?) — містечко в Японії, в повіті Тіта префектури Айті. Розташоване в західній частині префектури, в основі півострова Тіта. Отримало статус містечка 1948 року. Площа становить 31,08 км². Станом на 1 серпня 2011 року населення складало 50 020  осіб, густота населення — 1610 осіб/км².   